# Tupolew PAK-DA
Beim PAK-DA-Programm (russisch Перспективный авиационный комплекс дальней авиации, Perspektiwny Awiazionny Kompleks Dalnei Awiazii, deutsch Perspektivischer Flugkomplex der Fernfliegerkräfte) handelt es sich um ein Projekt der russischen Luftstreitkräfte zur Entwicklung eines neuen strategischen Langstreckenbombers. Das Projekt befindet sich unter der Leitung von Tupolew. Der Entwurf eines Nurflüglers ist 2019 genehmigt worden. Der Bomber soll die Tupolew Tu-160, Tupolew Tu-95 und Tupolew Tu-22M ergänzen.
Das PAK-DA-Programm ist nicht mit dem PAK-FA-Programm zu verwechseln, aus welchem die Suchoi Su-57 hervorging.

## Entwicklung
Erste Berichte über das PAK-DA-Programm erschienen im Jahr 2008, als bekannt wurde, dass die russischen Luftstreitkräfte taktisch-technische Anforderungen für eine neue Generation strategischer Bomber definiert hätten. Ein Jahr später bestätigte der damalige russische Ministerpräsident Wladimir Putin in einem Fernsehinterview die Existenz des PAK-DA-Programms offiziell.
Seine Äußerungen wurden dahingehend interpretiert, dass der Bomber vom Aussehen her der amerikanischen B-2 ähneln werde. Diese Darstellung wurde später dementiert und darauf verwiesen, dass der neue Bomber sich an der Konstruktion der Tu-160 orientieren werde. Der russische Generalmajor Anatoli Schicharjow erklärte, dass der neue Bomber sowohl die Tu-95MS als auch die Tu-160 ersetzen werde, ohne die Tu-22M3 zu erwähnen.
Im Sommer 2012 sagte der Chef des Generalstabs, General Nikolai Makarow, dass das endgültige Konzept noch gar nicht feststehe und der neue Bomber aktuellen US-Modellen überlegen sein soll. Am 9. Juni 2012 kündigte Dmitri Medwedew die Fertigstellung eines ersten Prototyps für 2017 an.
Bisher sind keine Leistungsdaten des PAK-DA bekannt. Als Einsatzradius seien ursprünglich 3.500 km, bei einem Startgewicht von 100 bis 120 Tonnen, gefordert gewesen. Auf veröffentlichten Konzeptgrafiken war ein zweistrahliges Schwenkflügelflugzeug zu erkennen, obschon Schwenkflügel ungünstig für Tarnkappenmaßnahmen sind. Das passte allenfalls zur Aussage, dass das PAK-DA-Projekt auf der Tu-160 basiere, wobei auch diese Aussage im März 2013 indirekt dementiert wurde, als bekannt wurde, dass die russischen Luftstreitkräfte ein unterschallschnelles Nurflügelkonzept favorisieren. Ebenfalls Widersprüche gab es zunächst im Bezug darauf, dass die Triebwerke und Avionik der Su-57 verwendet werden sollen, um Entwicklungskosten zu sparen. Dennoch erhielt Kusnezow im Sommer 2014 den offiziellen Entwicklungsauftrag für die Triebwerke des PAK-DA. Im Jahr 2020 begann die Fertigung des Cockpits des Prototyps. Es wurde über eine unbemannte Version nachgedacht. Am 5. Oktober 2022 ließ Sergej Posdnyakow, der Generaldirektor des Herstellers NPP, verlauten, dass die Schleudersitz-Tests für den PAK-DA beginnen. Im Oktober 2022 begannen auch die Triebwerkstests.